# Hal Ozsan
Hal Ozsan, all'anagrafe Halil Özşan (Famagosta, 26 ottobre 1976), è un attore e musicista cipriota di etnia turco cipriota.
È principalmente conosciuto per aver interpretato Michael Cassidy nella serie televisiva della ABC Family Kyle XY, oltre ad aver avuto il ruolo di Todd Carr nella serie cult della Warner Bros. Dawson's Creek.

## Biografia
È nato a Famagosta, una città sita nella zona settentrionale di Cipro auto-proclamatasi, nel 1983, stato autonomo con il nome di Repubblica Turca di Cipro del Nord (non riconosciuta da nessun paese, eccetto la Turchia), il 26 ottobre 1976 da genitori turco-ciprioti. All'età di tre anni emigra con la propria famiglia in Inghilterra, crescendo nel borough londinese di Havering. Studia presso la Brentwood School, ricevendo una distinzione per la recitazione.

## Carriera televisiva
Stabilitosi negli Stati Uniti d'America nel 1990, Ozsan esordisce nel 2000 prendendo parte, nel ruolo di uno studente, ad un paio di episodi della serie TV Felicity. Nel 2004, ha ricoperto il ruolo di Joey Dimarco nella storia di Charles Manson raccontata dalla CBS, Helter Skelter.
Nel 2006 ha interpretato l'angelo caduto Azazel nella miniserie televisiva a sei puntate della ABC Family Angeli caduti, basata su una graphic novel dallo stesso titolo. Il suo personaggio viene introdotto nel secondo episodio della mini-serie, ed appare in tutte le altre parti fin quando viene imprigionato di nuovo con le catene dalle quali era inizialmente scappato.
Nel 2008 ha recitato nel ruolo di Ronny Praeger in quattro episodi della serie del canale Showtime Californication, insieme allo scrittore di Dawson's Creek Tom Kapinos.
Nel 2009, Hal è stato scelto per quello che la Entertainment Weekly ha descritto come "ruolo ricorrente di alto profilo", nel remake della CW del teen drama 90210.

## Carriera musicale
Oltre ad essere attore, Hal è stato per quattro anni cantante ed autore del gruppo rock di Los Angeles Poets and Pornstars. Nel 2008 lasciò la band, in modo da poter proseguire al meglio la carriera nella recitazione.
Alcune delle sue canzoni sono apparse in film e serie televisive, quali Californication, So You Think You Can Dance, Little Athens e Undead or Alive - Mezzi vivi e mezzi morti.

## Filmografia

### Cinema
- Peach Plum Pear, regia di Alana Morshead (2011)
- Al di là delle apparenze (Last Moment of Clarity), regia di Colin Krisel e James Krisel (2020)

### Televisione
- Felicity - serie TV, 2 episodi (2000)
- Providence - serie TV, 1 episodio (2001)
- Six Feet Under - serie TV, 1 episodio (2001)
- Dawson's Creek - serie TV, 14 episodi (2001-2003)
- Roswell - serie TV, 1 episodio (2002)
- CSI: Miami - serie TV, 1 episodio (2005)
- CSI: NY - serie TV, 1 episodio (2006)
- Shark - Giustizia a tutti i costi - serie TV, 1 episodio (2008)
- Californication - serie TV, 3 episodi (2008)
- Senza traccia - serie TV, 1 episodio (2009)
- Kyle XY - serie TV, 10 episodi (2009)
- Supernatural - serie TV, 1 episodio (2009)
- 90210 - serie TV, 12 episodi (2010 - 2011)
- Suits - serie TV, episodio 1x07 (2011)
- White Collar - serie TV, 1 episodio (2012)
- Bones - serie TV, 1 episodio (2012)
- Make It or Break It - serie TV, 2 episodi (2012)
- The Mentalist - serie TV, (2012) - Mo Kahn (1 episodio)
- Beauty and the Beast - serie TV, 1 episodio (2012)
- True Blood - serie TV, 1 episodio (2013)
- Sons of Anarchy - serie TV, 1 episodio (2013)
- Major Crimes - serie TV, 1 episodio (2013)
- Jessica Jones - serie TV, 5 episodi (2018)
- Magnum P.I - serie TV, episodio 1x04 (2018)
- The Guardians of Justice - serie TV, 7 episodi (2022)

## Doppiatori italiani
Nelle versioni in italiano delle opere in chi ha recitato, Hal Ozsan è stato doppiato da:
- Vittorio Guerrieri in Kyle KY, 90210
- Andrea Lavagnino in True Blood, NCIS: New Orleans
- Roberto Gammino in The Mentalist, The Blacklist
- Massimo Milazzo in Dawson's Creek (ep. 5x01)
- Valerio Sacco in Dawson's Creek (ep. 5x23)
- Fabrizio Vidale in Dawson's Creek (st. 6)
- Luigi Ferraro in CSI: Miami
- Franco Mannella in CSI: NY
- Fabio Boccanera in Fallen - Angeli caduti
- Edoardo Stoppacciaro in White Collar
- Francesco Meoni in Sons of Anarchy
- Sacha De Toni in Code Black
- Maurizio Merluzzo in The Resident
- Davide Marzi in Magnum P.I.
- Andrea Moretti in Al di là delle apparenze
- Roberto Palermo in The Guardians of Justice